# Dawn Martin
Dawn Martin (Dundalk, Irlanda, 1976) é um cantor Irlandês que representou a Irlanda no Festival Eurovisão da Canção de 1998.

## Carreira
Dawn Martin deixou a escola aos 14 anos e começou a trabalhar como cabeleireiro. Sendo o mais velho de oito filhos, ele ajudou seus pais a criar a família. Em 1996, Martin foi convidado para cantar no casamento de um amigo sendo persuadido pela banda a participar de um concurso de talentos local.[carece de fontes?] Embora trabalhasse em tempo integral como cabeleireiro, Martin continuou a cantar e tornou-se membro de uma banda de cabaré local chamada Us, que se apresentava em casamentos e pubs locais. Em 1997, Martin apareceu no The George Jones Show, na BBC Radio Ulster, sendo ouvido por Gerry Morgan, que o convidou para apresentar sua música “Is Always Over Now?”.[carece de fontes?]
Depois de vencer as eliminatórias nacionais irlandesas, ela ganhou o direito de representar a Irlanda com "Is Always Over Now?". No entanto, esse resultado gerou alguma controvérsia por parte de Louis Walsh, cujo grupo The Carter Twins foi derrotado, quando ele classificou a cantora como "amadora". A música dos Carter Twins havia sido composta por Ronan Keating e era a favorita para vencer. Houve ainda uma pequena controvérsia quando seus dois cantores de apoio foram dispensados pela RTÉ antes da final. Eles eram amigos de Martin, mas a RTÉ decidiu precisar de cantores mais experientes, e o ex-vencedor Paul Harrington foi escolhido como um deles. Na preparação para o concurso, Martin foi classificado como 10 para 1 pelas casas de apostas, mas foi visto com mais bons olhos pelos jornalistas, que previram que cantar em inglês seria uma vantagem, já que esse foi o primeiro ano em que o concurso incluiu votações pela televisão. Na noite do concurso, Martin se apresentou em 13º lugar e recebeu 64 pontos, terminando em nono lugar. O single alcançou o 24º lugar na parada de singles irlandesa.

## Festival Eurovisão da Canção
Em 1998, Dawn Martin foi o escolhido para representar a Irlanda no Festival Eurovisão da Canção 1998 com a canção “Is Always Over Now?” (Acabou o sempre agora?). Terminou a competição em 9º lugar com 64 pontos.